# Sophie Harmansdochter
Sophie Harmansdochter, känd som Gele Fye, född cirka 1505 i Zwolle, död den 3 mars 1562 i Haag, var en nederländsk angivare och menedare.  
Dottern till den anabaptisten Harman Hoen, som 1534 avrättades för kätteri: hon hade åtföljt honom på hans predikoturer. Gift 1537 med en borgare i Amsterdam. Efter juridiska svårigheter att komma åt sitt farsarv blev hon 1546 avlönad kättarangivare åt borgmästaren. Hennes avslöjanden av Volckje Ward år 1552 och 1553 ledde till massavrättningar av baptister i Amsterdam, Leiden, Friesland och Antwerpen. År 1552 dog maken och hon fick ekonomiska problem: hon angav borgmästaren Baerdesen, men arresterades 1556 för mened. Hon avrättades genom att få tungan avhuggen och bränning på bål. Hon nämns ofta inom litteraturen.